# Carlina gummifera
Carlina gummifera es una especie de planta medicinal de la familia de las asteráceas. 

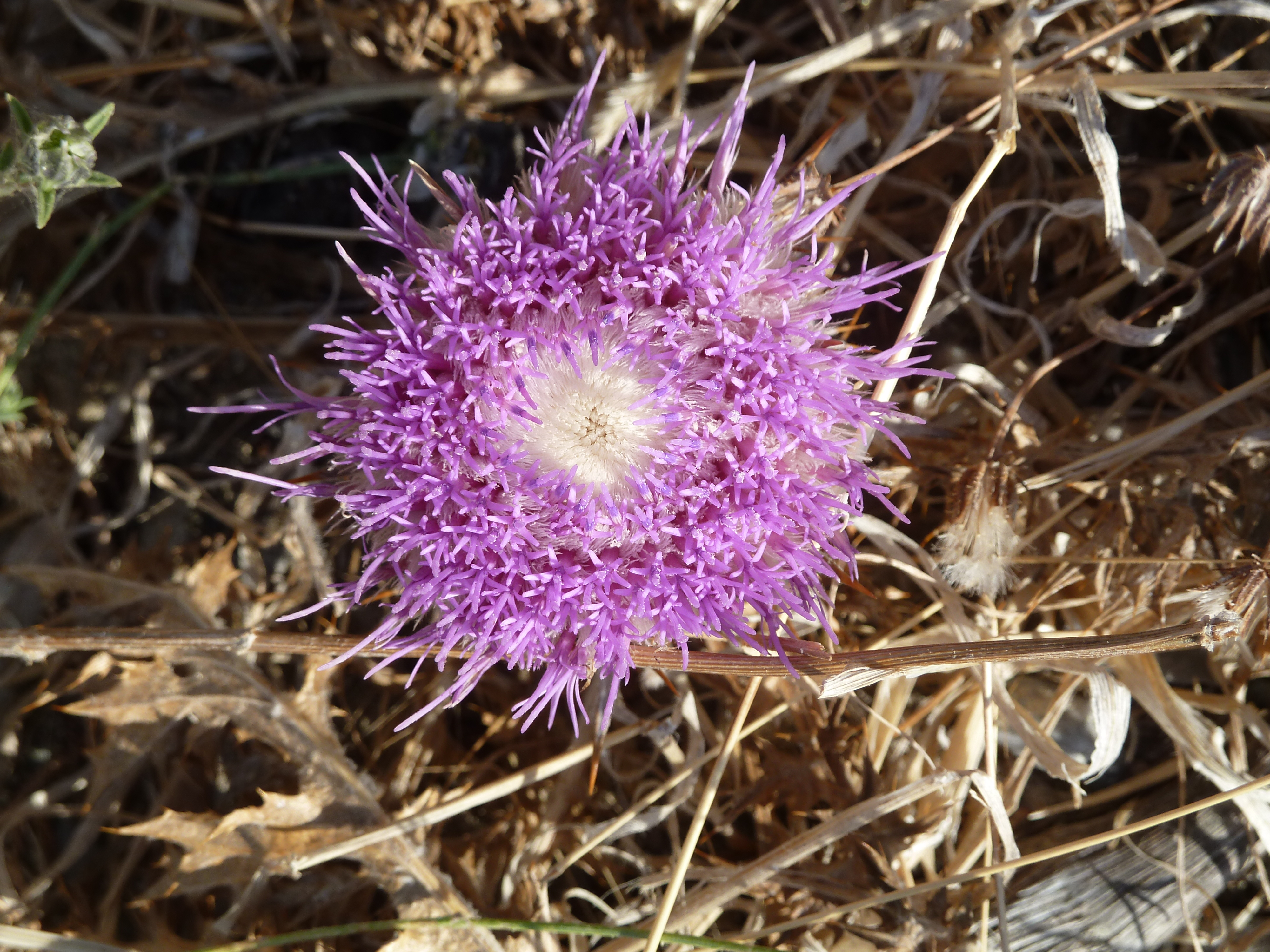
Detalle de la flor

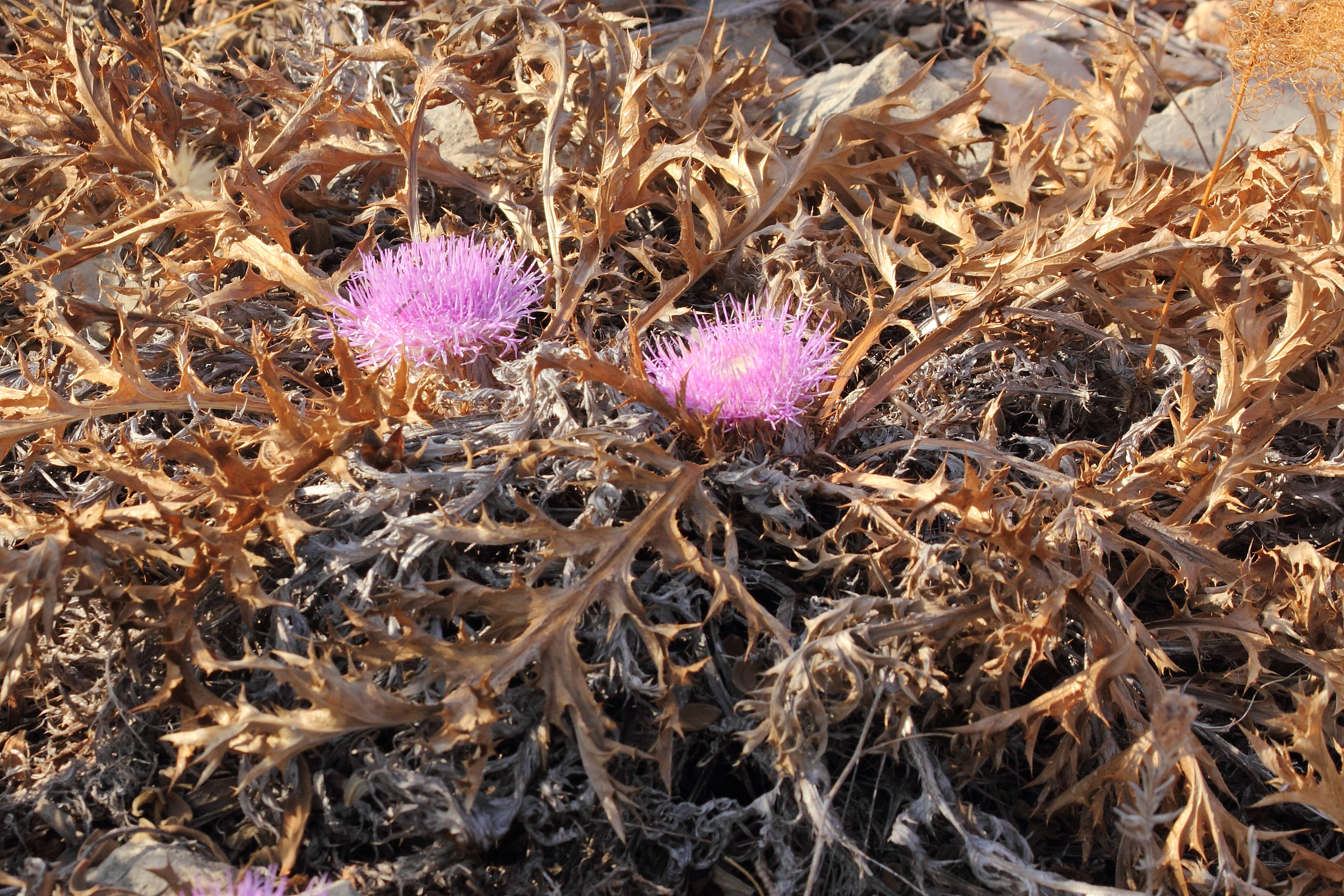
En su hábitat

## Descripción
Es una planta herbácea perennifolia con roseta hemicriptófita, que alcanza un tamaño de 5 a 20 centímetros de altura.  Las hojas son oblongo-lanceoladas, pinnatisectas espinosas y dispuestas en una roseta. En su apogeo, se secan. El período de floración se extiende de agosto a octubre.

## Propiedades
Principios activos: contiene diterpenos: carboxiatractilósido.
Indicaciones: Usada como veneno, la intoxicación cursa con hipertensión y tendencia al colapso, puede presentar edema cerebral y crisis convulsivas. La muerte puede sobrevenir por parada respiratoria. Se usa la raíz.

## Taxonomía
Carlina gummifera fue descrita primero por Linnaeus como Atractylis gummifera en Species Plantarum, vol. 2, p. 829, 1753, y luego atribuido al género Carlina por Christian Friedrich Lessing y publicado en Syn. Gen. Compos., 12, 1832.
Etimología
Carlina: nombre genérico que cuenta la leyenda que le enseñaron los «ángeles» a Carlomagno  como debía emplearla (refiriéndose a Carlina acaulis) contra la peste, y que así libró a sus huestes  de ella; y la planta se nombró así en su honor. Más tarde, la leyenda cambió a Carlomagno por Carlos I de España. Está última «interpretación» sería la que sirvió de base a Linneo para nombrar al género.
gummifera: epíteto latino que significa "con goma".
Sinonimia
- Acarna gummifera Willd.
- Acarna macrocephala Willd.
- Atractylis acaulis Pers.
- Atractylis gummifera Salzm. ex L. (basiónimo)
- Atractylis gummifera var. macrocephala (Desf.) Pott.-Alap.
- Atractylis macrocephala Desf.
- Carlina fontanesii DC.
- Carlina ixia Garsault
- Carlina macrocephala Less.
- Carthamus gummiferus (L.) Lam.
- Chamaeleon gummifer (L.) Cass. in F.Cuvier
- Chamaeleon megacephalus Cass. in F.Cuvier
- Cirsellium gummiferum (L.) Brot.[5]

## Nombres comunes
Ajonjera (7), ajonjera común, aljonje, aljonjera (2), aonje, aonjera (2), aunje, aunjera (2), camaleón blanco, cardo ajonjera, cardo ajonjero (3), cardo de aonje, cardo de liga (7), cardo de liria (2), cardo jonjero, liga, liria, ongio, onjera, unjera. Las cifras entre paréntesis corresponden a la frecuencia del vocablo en España.